# Homicide
Pour les articles homonymes, voir Homicide (homonymie).
Un homicide est l'action de tuer un être humain, qu’elle soit volontaire ou non. Lorsque l'acte est dans l'intention de tuer ou dans l'intention de causer des lésions corporelles qui entraînent la mort, il est généralement qualifié de meurtre, et d’assassinat (ou meurtre au premier degré) s'il est de plus prémédité. Lorsque le prévenu a une intention pénale autre que celle de tuer et que la victime meurt néanmoins, ou qu'il fait preuve d'une négligence criminelle, l'auteur de l'infraction sera plutôt accusé d'homicide involontaire.
Dans la majorité des sociétés, quelle qu'en soit la raison, l'homicide est considéré comme l'un des crimes les plus graves pouvant être commis. Selon les pays, les lois distinguent les homicides en catégories de différentes gravités, souvent selon la présence d'intention et de préméditation.

## Distinction entre crime et homicide

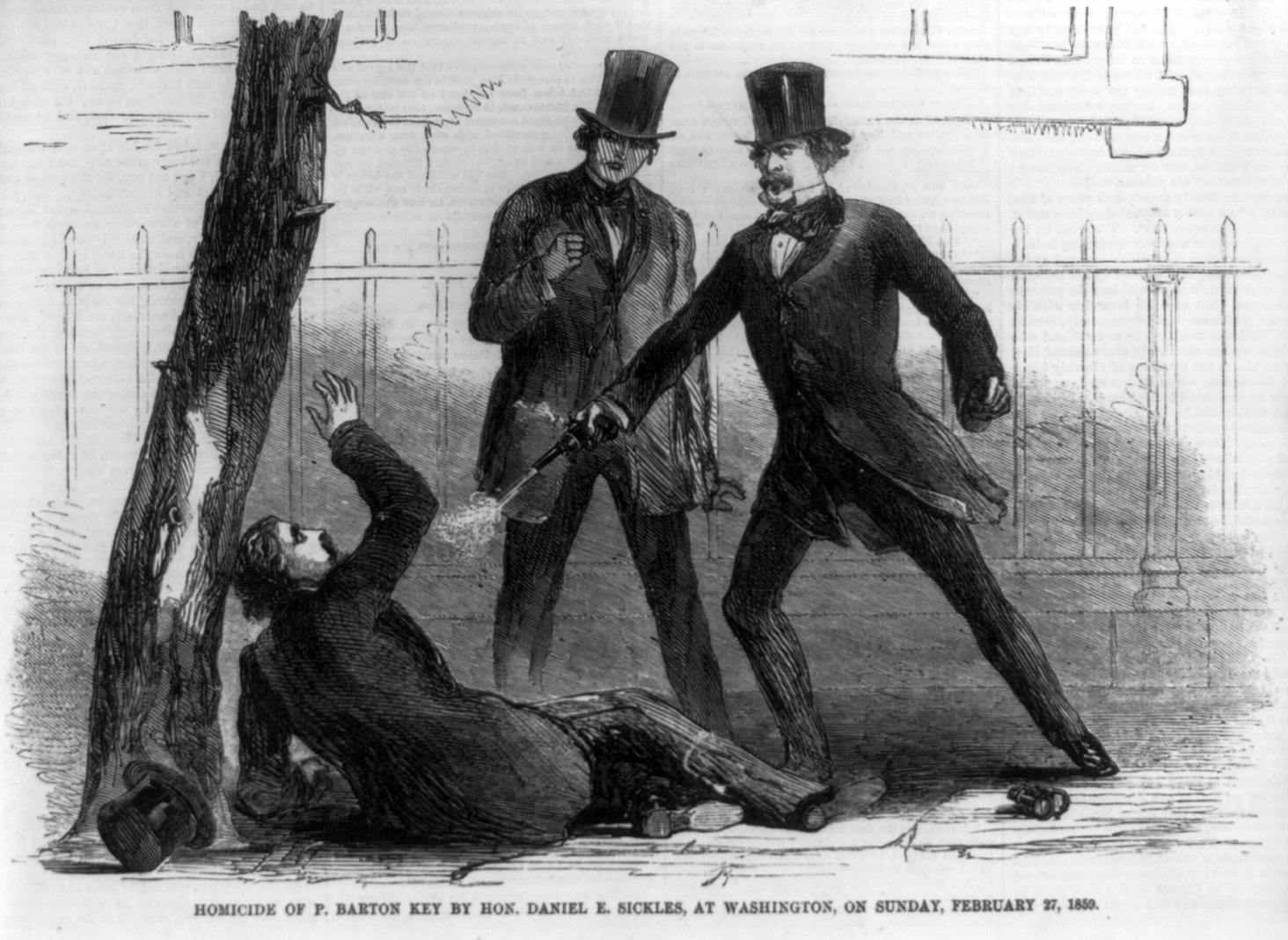
Daniel Sickles tue l'amant de sa femme, Philip Barton Key II, à Washington en 1859 (gravure parue dans le magazine Harper's Weekly).

Un crime est de manière générale une action considérée comme très grave par la loi. On utilise aussi le terme crime pour désigner un homicide, mais tous les crimes ne sont pas des homicides.
En France, par exemple, de nombreux faits sont qualifiés de crimes : le viol, le proxénétisme, la torture, l'excision, le vol avec violence, la séquestration ou encore le faux-monnayage.
Aux États-Unis, le mot « crime » a un sens encore plus général qui englobe aussi les délits.

## Histoire de l'homicide
L'homicide ainsi que sa prohibition sont aussi vieux que l'humanité elle-même. Si on remonte à la préhistoire, on constate que les traces d'homicides sont rares au Paléolithique. Le premier meurtre attesté remonte à 430 000 ans. Un des 28 squelettes de La Sima de los Huesos (Espagne) a reçu à la tête deux coups mortels provenant d'un même objet. « La seule trace de massacre de tout le Paléolithique supérieur nous vient de Jebel Sahaba, au nord du Soudan. Là, sur les bords du Nil, 59 squelettes gisent depuis environ 14 000 ans, dont une trentaine au moins montrent des signes clairs de mort violente : pointes de flèches, décapitations, démembrements ».
Le criminologue Maurice Cusson développe l'idée selon laquelle la quantité d'homicides commis a un lien direct avec la présence ou l'absence d'un État, et partant, son action ou son inaction. Selon lui, la chute du taux d'homicide à partir du XVIe siècle va de pair avec le développement de l'appareil de l'État et de ses différentes structures (justice, police...).

## Catégorisation des homicides

### Canada
Au Canada, un homicide signifie causer la mort d'un être humain (art. 222 du Code criminel). Les homicides sont soit les homicides coupables, soit les homicides non coupables (art 222 (2) C.cr.). Seuls les homicides coupables sont susceptibles d'être poursuivis (art. 222 (3) C.cr.).
Il existe trois types d'homicide coupable (art. 222 (4) C.cr.) : le meurtre (art. 229 C.cr.), l'infanticide (art. 233 C.cr.) et l'homicide involontaire coupable (art. 222 (5) C.cr.)  
Il existe deux types de meurtres :
1. le « meurtre au premier degré » est  un meurtre commis avec préméditation et de propos délibéré.
2. le « meurtre au second degré » correspond aux autres meurtres.

Un homicide coupable qui autrement serait un meurtre peut être réduit à un homicide involontaire coupable si la personne qui l’a commis a ainsi agi dans un accès de colère causé par une provocation soudaine (art. 232 (1) C.cr.).

### États-Unis
Aux États-Unis, on distingue :
1. le « meurtre au premier degré » (first degree murder) correspondant à l'assassinat ;
2. le « meurtre au second degré » (second degree murder) correspondant généralement au meurtre ;
3. l'homicide involontaire coupable (manslaughter ou involuntary manslaughter), qui signifie donner la mort sans l'intention spécifique de donner la mort ou bien par négligence criminelle

### France
En droit français, l'homicide peut avoir plusieurs qualifications juridiques différentes, selon l'intentionnalité et les circonstances de l'infraction.
En 2019, selon le Ministère de l'Intérieur, 901 homicides ont été commis en France, un chiffre en hausse de 3,6% par rapport à l'année 2018 ( 870 homicides ),suivi d'une baisse en 2020 ( 873 homicides, -3,1% ), puis d'une hausse en 2021 ( 930 , + 6,5% ). On peut noter qu'en 2008, le nombre d'homicides a été de 1140.
Entre 1995 et 2021, le taux d'homicides pour 100 000 habitants a été divisé par environ 2 ( supérieur à 3 pour 100 000 habitants en 1995 à moins de 1,5 aujourd'hui).

#### Homicide volontaire
Dans le cas de l'homicide volontaire, on distingue le meurtre, sans préméditation, de l'assassinat, lorsque l'homicide est prémédité. Le meurtre est puni de 30 ans de réclusion criminelle (article 221-1 du code pénal). L'assassinat, quant à lui, est puni de la réclusion criminelle à perpétuité (article 221-3 du code pénal). Tous deux sont des crimes, passibles de la cour d'assises.

#### Violence ayant entraîné la mort sans intention de la donner
L'article 222-7 du code pénal punit l'auteur de violences ayant entraîné la mort sans intention de la donner à 15 ans de réclusion criminelle. Dans ce cas, l'auteur des faits a eu l'intention de blesser la victime sans intention de la tuer, le résultat des violences ayant dépassé son intention première. L'absence d'intention de tuer distingue cette infraction du meurtre. Ce cas de figure est souvent étroitement lié aux violences conjugales. Il s'agit d'un crime passible de la cour criminelle.

#### Homicide involontaire
Dans un accident mortel de la route en France, un conducteur impliqué peut être inculpé pour homicide involontaire, si :
- il est responsable de l'accident ;
- il a commis une infraction ;
- et/ou il a commis un manquement manifeste à une obligation de sécurité ou de prudence[15].

L'homicide involontaire n'est donc pas un crime mais un délit, passible du tribunal correctionnel et puni de trois ans d'emprisonnement et de 45 000 euros d'amende. En cas de violation manifestement délibérée d'une obligation particulière de sécurité ou de prudence imposée par la loi ou le règlement, les peines encourues sont portées à cinq ans d'emprisonnement et à 75 000 € d'amende.

### Suisse
Le droit suisse distingue :
- le meurtre (article 111 CP) : le fait de tuer intentionnellement une personne. Le meurtre est puni d'une peine privative de liberté d'au moins cinq ans ;
- l'assassinat (art. 112 CP) : un homicide dont le mobile, le but ou la façon d'agir est particulièrement odieux. La peine est une privation de liberté à vie ou de minimum dix ans ;
- le meurtre passionnel (art. 113 CP), commis alors que l'auteur était en proie à une émotion violente que les circonstances rendaient excusable, est puni d'une peine de un à dix ans ;
- le meurtre sur la demande de la victime (art. 114 CP) est punie d'une peine pécuniaire ou d'une peine privative de liberté d'au maximum trois ans ;
- l'incitation et l'assistance au suicide (art. 115 CP) ne sont punissables que si l'auteur a agi par un mobile égoïste. L'auteur écope d'une peine pécuniaire ou d'une peine privative de liberté d'au maximum cinq ans ;
- l'infanticide (art. 116 CP) commis durant l'accouchement ou juste après celui-ci est puni d'une peine pécuniaire ou d'une peine privative de liberté d'au maximum trois ans ;
- l'homicide par négligence (art. 117 CP) est puni d'une peine pécuniaire ou d'une peine privative de liberté d'au maximum trois ans.

## En religion

### Judaïsme
Dans le judaïsme, le meurtre est un grave péché qui ne recouvre pas tout à fait l'homicide. Il est énoncé dans les dix commandements (עשרת הדיברות) : 20.13 Tu ne commettras point d'assassinat.
La traduction classique de ce commandement est « Tu ne tueras point ». Il n'est pas écrit « Lo taharog », verbe utilisé en particulier quand Caïn tue Abel, en Ge. 4,8 mais « Lo tirtza'h » - לא תרצח.
C'est une notion juridique plus complexe, qui ne couvre pas l'homicide en cas de guerre, de légitime défense, ou prononcé par un tribunal régulier (peine de mort).

### Christianisme
« Dieu tient en son pouvoir l'âme de tout vivant et le souffle de toute chair d'homme. (Job 12.10) » ; « Heureux les artisans de paix, car ils seront appelés fils de Dieu. (Matthieu 5.9) ». Selon un des dix commandements « Tu ne tueras pas. Celui qui tuera sera passible de jugement. », toute vie humaine, dès le moment de la conception jusqu'à la mort, est sacrée parce que la personne humaine a été voulue pour elle-même à l'image et à la ressemblance du Dieu vivant et saint. Le meurtre d'un être humain est gravement contraire à la dignité de la personne et à la sainteté du Créateur. Cependant l’interdit du meurtre n’abroge pas le droit de mettre hors d’état de nuire un injuste agresseur. La légitime défense est un devoir important pour toute personne responsable et participe au bien commun. Sont considérés comme homicide : peine de mort, Violence ayant entraîné la mort, avortement volontaire, euthanasie, guerre, suicide ainsi que tout acte ayant poussé au suicide.

### Islam
L'homicide volontaire sans raison de guerre ou de légitime défense est puni dans l'islam par la peine de mort en vertu de la loi du talion, sauf si les héritiers de la victime accordent leur pardon, ces derniers peuvent exiger une compensation financière nommée « Diyya ». Verset 17:33 : « Et, sauf en droit, ne tuez point la vie qu'Allah a rendu sacrée. Quiconque est tué injustement, alors Nous avons donné pouvoir à son proche [parent]. Que celui-ci ne commette pas d'excès dans le meurtre, car il est déjà assisté (par la loi) ». En revanche, l'homicide involontaire ouvre droit à compensation seulement. Cette mesure est venue limiter le recours à la vengeance, autrefois invoquée en toutes circonstances.
Si le meurtre est accompagné de vol, le coupable peut être crucifié : « La récompense de ceux qui font la guerre contre Allah et Son messager, et qui s'efforcent de semer la corruption sur la terre, c'est qu'ils soient tués, ou crucifiés, ou que soient coupées leur main et leur jambe opposées, ou qu'ils soient expulsés du pays. Ce sera pour eux l'ignominie ici-bas ; et dans l'au-delà, il y aura pour eux un énorme châtiment » [5:33]. Abdullah ibn Abbas précise au sujet des détrousseurs de route : « S’ils tuent et volent l'argent : ils seront tués et crucifiés ».

## Statistiques

### À l'échelle mondiale

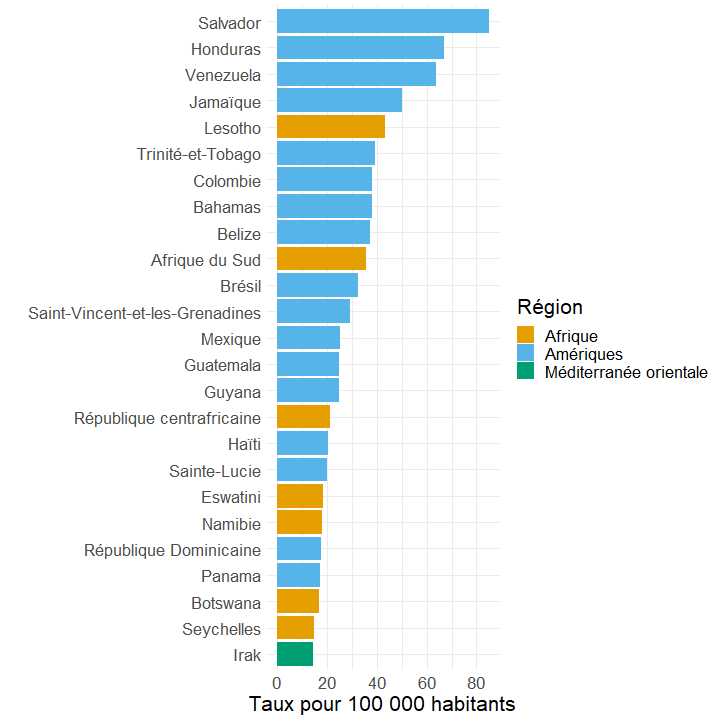
Les 25 pays aux taux d'homicides les plus élevés en 2019 incluent une très grande majorité de pays des Amériques (estimations OMS)

En 2017, environ 464 000 personnes ont été tuées par homicide dans le monde, loin devant les conflits armés (89 000) et le terrorisme (26 000) réunis. Le taux moyen d'homicide de 6,1 pour 100 000 est en baisse comparé à 1993 (7,4), mais le nombre d'homicides est en hausse comparé à 1990 (362 000), la population mondiale croissant plus vite que le nombre de victimes.
90 % des auteurs étaient des hommes, qui représentaient aussi 81 % des victimes (également en 2019). Quand les homicides sont dans le cadre de violences familiales ou intimes, 64 % des personnes tuées sont des femmes, chiffre qui monte à 82% pour le cadre intime seul ,. Les hausses de taux d'homicide sont liées à une hausse de l'écart de genre dans les victimes, avec une hausse des meurtres subis et perpétrés par les hommes. Les homicides d'hommes sont principalement motivés par des motifs de court terme (sociopolitique, trafic de drogue), tandis que les homicides de femmes sont plus liés aux des facteurs de long terme (rôles de genre, normes sociales, à leur statut dans la société, aux discriminations et inégalités de genre). Ceci explique des taux d'homicides d'hommes plus volatils que pour les femmes. En Amérique centrale, l'augmentation des taux d'homicides, touchant 8 fois plus les hommes que les femmes, sont principalement expliqués par les conflits de gangs. Dans d'autres régions du monde à faible taux d'homicide, les différences de genre sont moins marquées entre victimes d'homicides, voire absentes. À l'inverse des femmes qui ont un plus grand risque d'être tuées par des connaissances, les hommes sont majoritairement tués par des inconnus.
Un meurtre sur sept commis dans le monde est celui d’un très jeune homme en 2012. Les jeunes hommes sont la population la plus à risque dans les Amériques, avec des taux d'homicide pour 100 000 de 46 pour les 18-19 ans en 2016, et 64 en 2017 pour les 15-29 ans, bien au-delà du taux mondial (toutes populations confondues) de 6,1, principalement à cause des conflits de gangs et du crime organisé, qui sont à eux seuls à l'origine d'un 1 homicide sur 5 dans le monde en 2017. Ailleurs dans le monde, les 30-44 ans sont les populations les plus vulnérables, avec des profils d'âge similaires des victimes adultes pour les hommes et les femmes. Les enfants (moins de 15 ans) représentent un peu moins de 5% des victimes en 2017.
Un peu plus d'1 homicide sur 2 en moyenne est effectué par arme à feu,, et jusqu'à 3 sur 4 dans les Amériques en 2017.
Le taux d'homicide le plus élevé au monde en 2019 est celui du Salvador, qui compte 85 homicides pour 100 000 habitants ; selon la justice de ce pays, la plupart de ces meurtres sont dus à des crimes de gang.
Plusieurs pays de l'est de l'Europe ont un taux élevé d'homicides des jeunes (entre 7 et 9 pour 100 000 habitants pour l'Estonie, la Lettonie, la Moldavie, l'Ukraine et la Biélorussie). Aux États-Unis, ce taux était de 11 pour l'année 1998 (15e rang mondial).
 (avril 2013).

### Amérique latine
| Rang | Pays                        | Année | Pour 100 000 habitants | Total |
| ---- | --------------------------- | ----- | ---------------------- | ----- |
| 1    | Salvador                    | 2016  | 319.2967               | 2808  |
| 2    | Îles Vierges des États-Unis | 2012  | 318.02                 | 29    |
| 3    | Venezuela                   | 2012  | 241.5492               | 9802  |
| 4    | Honduras                    | 2016  | 183.9917               | 2538  |
| 5    | Jamaïque                    | 2016  | 138.4298               | 558   |
| 6    | Belize                      | 2014  | 133.8003               | 69    |
| 7    | Sainte-Lucie                | 2017  | 128.2456               | 30    |
| 8    | Brésil                      | 2016  | 128.1827               | 34006 |
| 9    | Trinité-et-Tobago           | 2015  | 124.9595               | 188   |
| 10   | Bahamas                     | 2012  | 119.5757               | 58    |

L'Amérique latine est cinq fois plus touchée par les homicides qu'en moyenne dans le monde. La moyenne des meurtres en 2008 s'établit à 27 pour 100 000 habitants, alors que la moyenne mondiale est de 5 pour 100 000. L'Amérique centrale affiche un taux de meurtres parmi les plus élevés du monde avec 33 homicides pour 100 000 habitants. Sur 50 villes ayant un taux d’homicide supérieur à 30 pour 100 000 habitants, la plupart se trouvent en Amérique latine : le record étant détenu par San Pedro Sula.
Le Brésil est l'un des pays les plus violents du monde : 600 000 personnes ont été assassinées entre 1980 et 2000, et le taux d'homicide a augmenté de 130 % sur cette période. En 2008, on compte environ 50 000 homicides par an dans tout le pays. Chaque jour, trois jeunes de 15 à 24 ans sont assassinés.
Au Guatemala, 14 000 homicides ont été commis sous la présidence d'Alfonso Portillo (2000-2004), 21 509 en 2004-2007, soit une dizaine par jour, essentiellement par arme à feu.
Au Mexique, la violence liée au trafic de drogue a provoqué la mort de 7 724 personnes en 2009. Le 30 août 2008, des dizaines de milliers de Mexicains sont descendus dans les rues pour exiger l'arrêt de ces violences. Pour l'année 2007, la police a enregistré 438 enlèvements contre rançon, mais le chiffre réel serait plus élevé, car beaucoup de ces enlèvements ne sont pas signalés.
Le Salvador est le pays le plus dangereux au monde avec 114 meurtres pour 100 000 habitants sur la période 2003-2004 et 67 en 2008. Entre 2004 et 2008, plus de 16 000 personnes ont été assassinées dans ce pays. L'Institut de médecine légale du Salvador estime que le nombre total de meurtres est passé de 3 802 en 2005 à 3 928 en 2006 et qu'il est redescendu à 3 491 en 2007.
40 % des meurtres seraient dus aux gangs particulièrement violents qui sévissent dans ce pays, les maras, d'après la justice et la police, et un certain nombre à des milices de citoyens qui souhaitent faire justice eux-mêmes, selon le quotidien El Diario de Hoy, au Salvador.

### États-Unis

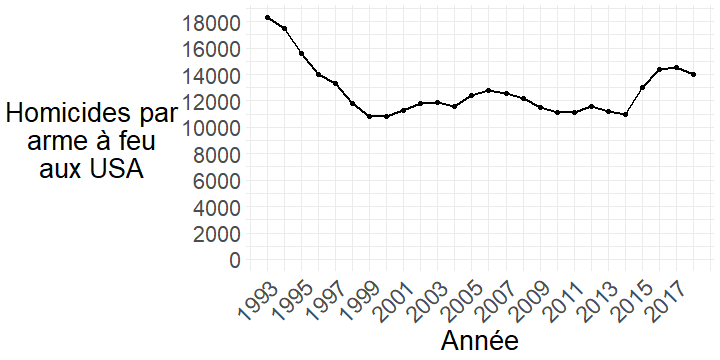
Nombre de meurtres par arme à feu aux États-Unis de 1993 à 2018

Aux États-Unis, le nombre d'homicides a diminué pendant les années 1990 : le nombre d'homicides en 1991, année record, a été de 24 703 soit 9,8 meurtres pour 100 000 habitants. En 2005, il s'établit à 16 910 victimes soit 5,7 meurtres pour 100 000 habitants, soit la 24e place mondiale ; en 2008, ce taux, avec 16 272 victimes est passé à 5,4 meurtres pour 100 000 habitants. En 2009, le nombre des meurtres a enregistré un recul de 7,2 %.
Certains attribuent cette baisse à la politique de tolérance zéro, à la stricte application des peines et à la modernisation de la police. D'autres, comme le sociologue Loïc Wacquant, mettent davantage en avant la bonne santé de l'économie américaine, l'arrivée d'immigrés dans des quartiers délaissés et la baisse du trafic du crack ; le fait que le crime continue de baisser alors que les États-Unis sont entrés dans la crise financière de 2007-2010 lui donne tort sur le premier point[réf. nécessaire]. L'économiste américain Steven Levitt y voit, lui, une conséquence à retardement de la libéralisation de l'avortement deux décennies auparavant. Selon le criminologue canadien Marc Ouimet, le nombre des personnes âgées de 20 à 34 ans a chuté de 18 % entre 1990 et 2001 ; cette catégorie d'âge est celle qui commet justement le plus de crimes. En 2005 et 2006, la criminalité est repartie à la hausse dans le pays sauf dans les trois premières agglomérations (New York, Los Angeles et Chicago), avant de rebaisser depuis 2007.
En 2012, le Wall Street Journal a mis en ligne une banque de données interactive permettant de créer des statistiques sur les 165068 homicides recensés aux États-Unis entre 2000 et 2010. Il en ressort, entre autres, que « les Blancs tuent en majorité des Blancs, tout comme les Noirs font une majorité de victimes noires, ces deux origines ethniques étant les plus représentées dans les statistiques », ou encore que « la plupart des femmes assassinées connaissaient leur meurtrier, qu'il soit un mari, un petit ami, un père ou une simple fréquentation ».

### Europe

#### France
| Année | Homicides, | Tentatives d'homicide | Pourcentage de la mortalité |
| ----- | ---------- | --------------------- | --------------------------- |
| 1994  | 1 406      | 1 712                 | 0,24 %                      |
| 1995  | 1 336      | 1 603                 | 0,23 %                      |
| 1996  | 1 171      | 1 214                 | 0,20 %                      |
| 1997  | 963        | 1 122                 | 0,17 %                      |
| 1998  | 961        | 1 189                 | 0,16 %                      |
| 1999  | 953        | 1 044                 | 0,16 %                      |
| 2000  | 1 051      | 1 115                 | 0,18 %                      |
| 2001  | 1 046      | 1 243                 | 0,18 %                      |
| 2002  | 1 119      | 1 296                 | 0,19 %                      |
| 2003  | 987        | n.c.                  | 0,16 %                      |
| 2004  | 990        | 1 107                 | 0,16 %                      |
| 2005  | 976        | 1 131                 | 0,16 %                      |
| 2006  | 879        | 1 058                 | 0,14 %                      |
| 2007  | 826        | 1 040                 | 0,13 %                      |
| 2008  | 839        | 1 060                 | 0,14 %                      |
| 2009  | 682        | 948                   | 0,11 %                      |
| 2010  | 675        | 1 071                 | 0,11 %                      |
| 2011  | 743        | 1 203                 | 0,12 %                      |
| 2012  | 665        | 1 026                 | 0,10 %                      |
| 2013  | 682        | n.c.                  | 0,11 %                      |
| 2014  | 660        | n.c.                  | 0,10 %                      |
| 2015  | 811        | n.c.                  | n.c.                        |
| 2016  | 892        | n.c.                  | n.c.                        |
| 2017  | 825        | n.c.                  | n.c.                        |
| 2018  | 845        | n.c.                  | n.c.                        |
| 2019  | 970        | n.c.                  | n.c.                        |
| 2020  | 863        | n.c                   | n.c                         |
| 2021  | 1026       | n.c                   | n.c                         |
| 2022  | 948        | n.c                   | n.c                         |
| 2023  | 1010       | n.c                   | n.c                         |

Il y a eu 1021 homicides en France en 2021, une hausse de 35% depuis le point bas de 2014 ; hausse qui a interrompu l'évolution à long terme orientée à la baisse depuis le milieu des années 1990.
D'une manière générale, les homicides représentent une toute petite part des morts violentes, loin derrière les accidents de la circulation, les suicides et à égalité avec les chutes (par exemple lors d'un accident du travail). Il est à noter que les morts violentes (homicides, suicides, accidents) sont la première cause de mortalité chez les 15-34 ans.
La France dispose de statistiques sur le nombre d'homicides depuis le Premier Empire. La tendance longue est à la baisse. Ainsi, en 1936, le taux d'homicide était de 1,1 pour 100 000 habitants. En 1968, ce même taux était descendu à 0,8. En 2000, avec un taux de 1,7 pour 100 000, la France présentait un des plus faibles taux d'homicide au monde. Entre 1950 et 1980, le taux de mort par homicide est relativement stable en France. Chez les hommes, il connaît une brusque — et temporaire — augmentation entre 1956 et 1962 (mort des appelés du contingent durant la guerre d'Algérie). Depuis le début des années 1980, le taux de mortalité masculine par homicide est en légère baisse. Chez les femmes, cette baisse est plus marquée et débute elle aussi au début des années 1980.
Ces chiffres sont issus du site du ministère de l'Intérieur français. On remarque qu'ils sont supérieurs à ceux de l'Ined présentés dans le paragraphe précédent (environ 1 000 morts par an soit 1,6 pour 100 000 habitants). Le pourcentage de la mortalité totale est estimé à partir du taux de mortalité de 2001 (9,09 ‰, 909 morts pour 100 000 habitants, soit environ 545 000 morts par an).
La diversité géographique de la criminalité est notable : 10 départements réunissent à eux seuls 40,18 % des meurtres ou tentatives commis en 2010 sur le territoire. Le record par habitant est détenu par le Vaucluse. En valeur absolue le département des Bouches du Rhône avec 103 faits est suivi de près par Paris et la Seine-Saint-Denis. En 2008, la Corse détient le record des homicides par arme à feu avec 20 meurtres et 13 tentatives de meurtre. En 2009, 25 assassinats liés au grand banditisme étaient recensés sur l'Île de Beauté. En se fondant sur les chiffres de la Direction centrale de la police judiciaire, on dénombrait 10 homicides en Corse en 2007, 25 en 2008, 29 en 2009, 17 en 2010 et 22 en 2011 – sachant que ces chiffres ne regroupent pas que des assassinats politiques ou des règlements de compte liés au banditisme, mais aussi des crimes passionnels ou familiaux (comme le meurtre de sa famille en 2009 par le jeune Andy, 16 ans, reconnu coupable des meurtres mais déclaré irresponsable). On arrive donc à 103 homicides sur cinq ans pour au moins 300 000 habitants sur la période, soit un peu moins de 7 homicides par an pour 100 000 habitants (ce qui placerait la Corse devant des pays comme les Philippines ou Haïti pour ce qui est du taux d'homicides volontaires).
En 2013, il n'y a eu aucun homicide constaté dans les départements du Cantal, du Cher, de la Haute-Marne, du Jura, du Territoire de Belfort, de la Lozère, du Gers, de la Mayenne, des Alpes de Haute-Provence et de l'Ardèche.
Une étude publiée en mai 2015 par l'Observatoire National de la Délinquance et des Réponses Pénales (ONDRP) portant sur l'ensemble des homicides dans la région parisienne de 1991 à 1996 révèle que les meurtriers sont des hommes à 85 %, que l'arme blanche est dans 31 % des cas la méthode utilisée, contre moins de 30 % par arme à feu, environ 20 % par coups, moins de 5 % par asphyxie et strangulation et le reste se répartissant en causes diverses. Dans 71 % des cas, le meurtrier a fait une victime, deux victimes dans 19 % des cas et trois victimes dans 9 % des cas.

#### Suisse
Le taux d'homicide en Suisse est relativement stable avec une moyenne de 213 cas enregistrés (tentative et acte pleinement réalisé) entre 2000 et 2004. La même tendance se confirme au niveau des condamnations entre 2005 et 2009 (de 84 à 95 condamnations par an), les infractions d'homicide demeurent une extrême minorité des crimes ou délits jugés en Suisse (84 condamnations pour homicide sur un total de 94 574 condamnations en 2009).
La plus grande partie des homicides est liée au contexte domestique (45 % des cas). Les ressortissants étrangers demeurent surreprésentés (responsables à hauteur de 59 % des homicides en 2009 alors qu'ils ne représentent que 21 % de la population).
La majorité des suspects sont des hommes (88 %) ainsi que la majorité des victimes (60 %) : on remarque dès lors que les femmes sont plus souvent victimes qu'auteurs d'homicide. Le taux d'élucidation des actes d'homicide atteint les 94 % dont 64 % l'ont été le jour même du crime.